# Wagner (Patrizierfamilie)

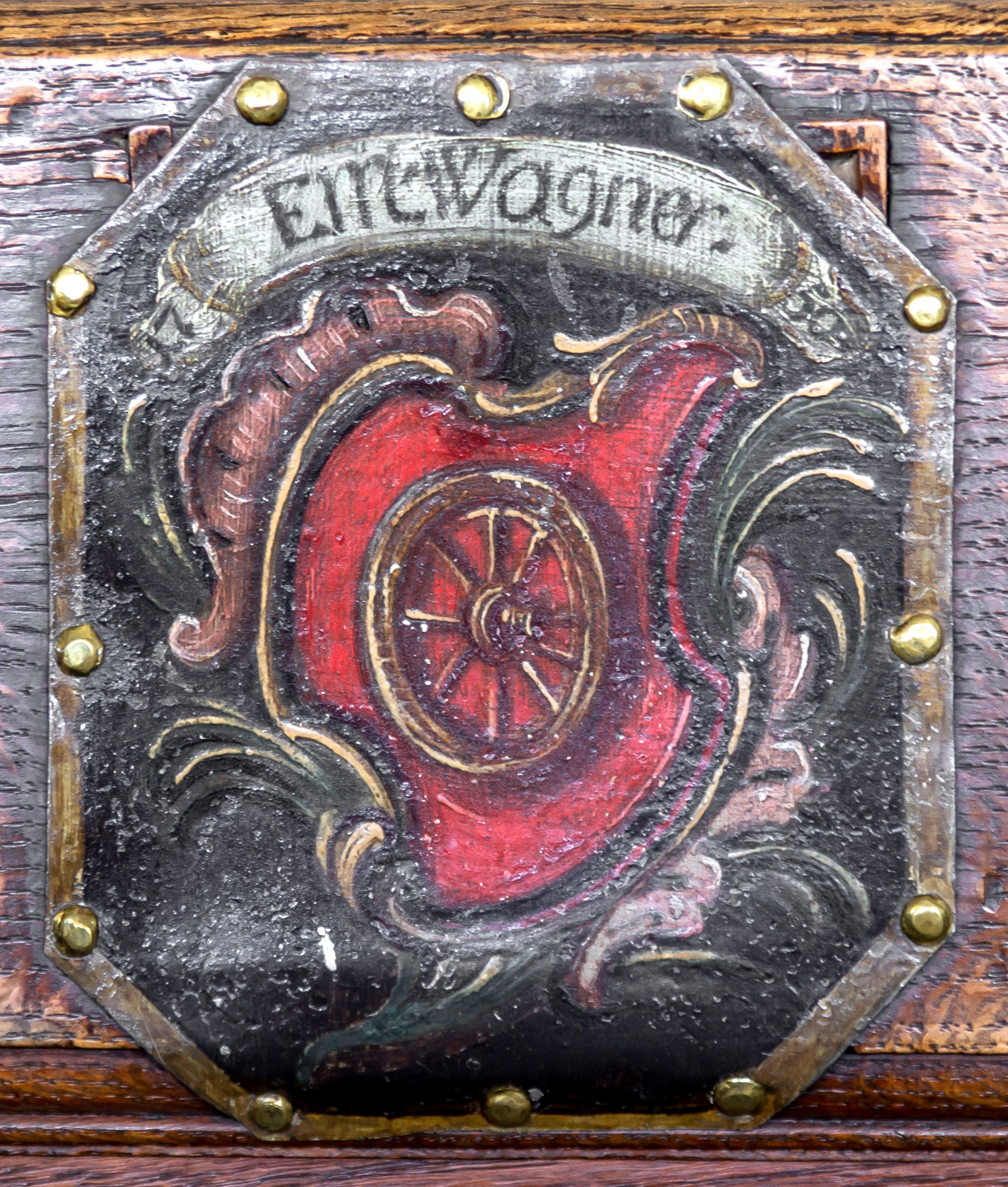
Kirchenortschild für Emanuel Wagner (1756) in der Heiliggeistkirche (Bern).

Die Familie von Wagner ist eine Berner Patrizierfamilie der Zunftgesellschaft zu Schmieden.

## Geschichte
Die aus Grasswil stammende Familie ist in Bern erstmals mit dem Schreiber Michel Wagner († 1591) nachgewiesen. Die Wagner stellten in Bern zahlreiche Mitglieder des Grossen Rates (1585 bis 1798 durchgehend), Landvögte und mehrere Venner. Mitglieder der Familie besassen zeitweise die Herrschaften Duillier und Bremgarten, Schloss Montagny bei Lutry, Schloss Muri, die Campagne Ortbühl und weitere Landsitze.

## Personen
- Michel Wagner († 1478/1479), Deutschordensvogt zu Sumiswald 1566–1590, des Grossen Rats 1585
- Vincenz Wagner (1606–1680), Herr zu Duillier, Offizier in Frankreich, Oberkommandant in der Waadt,  Venner zu Schmieden
- Michael Wagner (1627–1680), des Grossen Rats 1657, Schultheiss zu Burgdorf 1664, des Kleinen Rats 1676
- Abraham Wagner († 1765), obrigkeitlicher Buchdrucker
- Sigmund von Wagner, Zeichner, Kunstkenner und Historiker